# Anke Straschewski
Anke Straschewski (* 16. April 1963 in Speyer) ist eine ehemalige deutsche Leichtathletin.

## Sportliche Karriere
Anke Straschewski begann in Höxter mit der Leichtathletik. Ab 1978 startete sie für den TSV Bayer 04 Leverkusen. Bei den Deutschen Meisterschaften 1989 und 1990 belegte sie den fünften Platz im Siebenkampf. In der Mannschaftswertung siegte sie mit dem Team von Bayer Leverkusen 1985 in Ulm mit Sabine Braun und Renate Pfeil, 1989 in Bernhausen mit Renate Pfeil und Antje Schmuck, 1991 in München mit Bettina Braag und Dagmar Federwisch sowie 1992 in Ahlen und 1993 in Vaterstetten mit Bettina Braag und Silke Knut.
Anke Straschewski startete von 1991 bis 1992 zweimal im Nationaltrikot. Im Jahr 2000 wurde sie Ü35-Europameisterin im Fünfkampf.

## Bestleistungen
- Kugelstoßen: 14,62 Meter am 27. Mai 1989 in Ratingen
- Siebenkampf: 5920 Punkte am 15./16. Juni 1991 in Dillingen